# Solanum torvum
Il fico del diavolo (Solanum torvum Sw., 1788) è una pianta perenne della famiglia Solanaceae.
Questa specie è utilizzata in orticoltura come portainnesto della melanzana. Le piante di quest'ultima, una volta innestate, risultano più vigorose e immuni a malattie della radice.

## Descrizione
La pianta può raggiungere un'altezza di 3-4 metri, ha generalmente un solo fusto con spine al suolo, le foglie sono di colore grigio-verdi, i fiori, bianchi, sono raggruppati in corimbi. I frutti sono bacche di colore giallo a maturazione, e all'interno contengono numerosi semi.